# Węzina (Bór Zajaciński)
Węzina – przysiółek wsi Bór Zajaciński w Polsce, położony w województwie śląskim, w powiecie kłobuckim, w gminie Przystajń.
W latach 1975–1998 przysiółek administracyjnie należał do województwa częstochowskiego.